# Gotō, Nagasaki
Gotō (japanska: 五島市?, Gotō-shi) är en stad i Nagasaki prefektur i Japan. Staden bildades 2004 och består av öarna Fukue-jima, Hisaka-jima, Naru-shima samt ytterligare åtta bebodda öar, samtliga i den sydvästra delen av Gotōöarna. Stadens centrum ligger i samhället Fukuemachi på Fukue-jima.